# Shadow Fight Arena
Shadow Fight Arena est un jeu de combat PvP à la troisième personne, un spin-off de la série Shadow Fight, développé par Banzai Games et publié par NEKKI le 3 novembre 2020. C'est le quatrième jeu de la série.

## Gameplay
Shadow Fight Arena est axé sur un gameplay de type "joueur contre joueur". Contrairement à son prédécesseur Shadow Fight 3, il n'y a pas d'histoire dans ce jeu.
Actuellement, 5 modes sont disponibles :
- Classé
- Non classé
- IA
- VS ami
- Événements